# Blasiusstraat

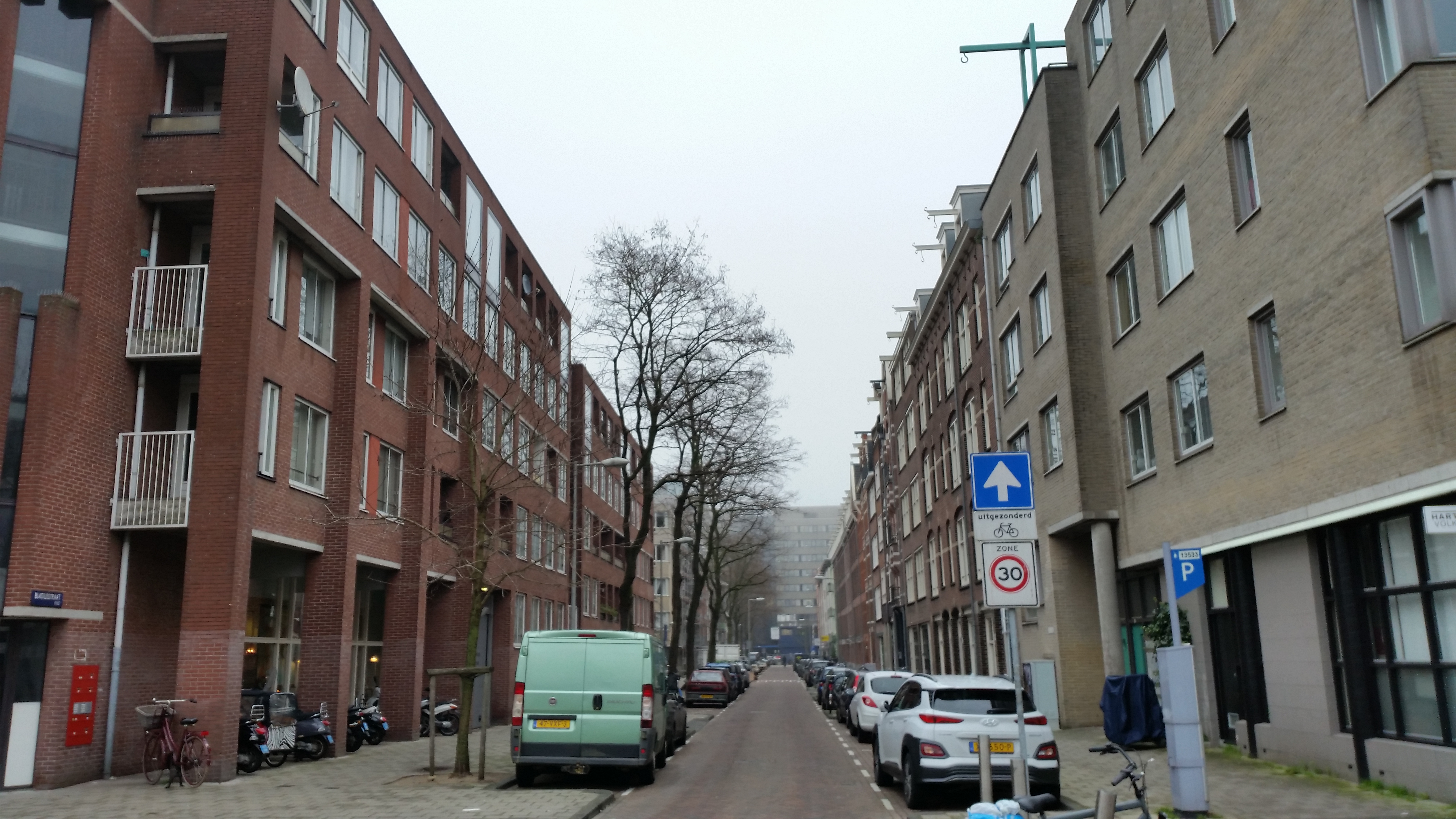
Inkijk in Blasiusstraat vanaf de Wibautstraat met op het eind het OLVG Oost (januari 2019)

De Blasiusstraat is een straat in Amsterdam-Oost.

## Geschiedenis en ligging
De straat kreeg per raadsbesluit van 10 december 1884 haar naam; een vernoeming naar hoogleraar geneeskunde Gerardus Leonardus Blasius, werkend aan de Athenaeum Illustre. De straat droeg van 15 november 1882 tot genoemde datum de naam Vierde Boerhaavestraat, vernoemd naar Herman Boerhaave, ook al hoogleraar geneeskunde en rector magnificus, maar dan aan de Universiteit van Leiden. De eerste panden in de straat werden in de jaren achttien tachtig gebouwd in opdracht van Bouwmaatschappij De IJsbreker, een consortium particuliere investeerders dat ook de Spiegelpanden liet bouwen op de kop van de Ruyschstraat en een woonblok aan de  Weesperzijde waar horeca-etablissement De Ysbreeker is gevestigd.
De straat begint aan de Amstel en haar oever de Weesperzijde. Ze eindigt op de Camperstraat, waar aan de voormalige hoofdingang van het Onze Lieve Vrouwe Gasthuis. De Blasiusstraat wordt eigenlijk al sinds de aanleg in tweeën gedeeld. Oorspronkelijk lag hier een spoor en trambaan naar Station Amsterdam Weesperpoort met een overwegen, die deels vervangen werd door een voetgangerstunnel, die in de 2e wereldoorlog vol werd gestort met vuilnis en pas weer verdween toen de Metro werd aangelegd. Toen dat allemaal verdween lag er de brede Wibautstraat, van 1942-1945 tijdelijk Weesperpoortstraat geheten, met een trambaan voor tram 3. In de jaren zeventig werd er gebouwd aan de caissons van de Amsterdamse Metro waardoor de trambaan moest verdwijnen. Tram 3 reed tijdelijk met een grote boog langs het caisson ter hoogte van de Blasiustraat. Nadat ook die werkzaamheden waren beëindigd kreeg de Wibautstraat meerdere rijstroken in beide richtingen. Bij de laatste reconstructie in het begin van de 21e eeuw verscheen er een middenberm waardoor het aantal rijstroken beperkt werd. Hierdoor is het niet meer mogelijk om direct van het ene deel naar het andere te komen.

## Gebouwen
De huisnummers aan de straat lopen op van 1 tot en met 175. Er zitten leemtes in de straatnummering. Die zijn ontstaan omdat een aantal gebouwen in de Tweede Wereldoorlog, nadat de Joodse bewoners waren weggevoerd, ten prooi viel aan houtroof, waardoor de panden instabiel werden (onbewoonbaar verklaard) of instortten. In latere jaren, met name de jaren tachtig vond sanering van uitgewoonde gebouwen plaats en kwam er opnieuw nieuwbouw. De straat laat dan ook allerlei bouwstijlen zien van eind-19e-eeuws tot en met eind-20e-eeuws.

### Monumenten
De straat kent een viertal gemeentelijke monumenten:
- direct bij de Amstel staat het gebouw Weesperzijde 39-40 dat een zijgevel heeft aan de Blasiusstraat; het is een gebouw daterend uit omstreeks 1856 toen de stad Amsterdam deze omgeving nog nauwelijks bereikt had (pre-stedelijke bebouwing); het gebouwtje staat een beetje eenzaam op de stadsplattegrond van Brakensiek uit 1875; het heeft ten opzichte van de even zijde van de Blasiusstraat een teruggetrokken rooilijn; het is per 2012 een monument
- het complex Blasiusstraat 13 tot en met 19 is een complex uit 1954; een betonnen gebouw met bakstenen gevels met een teruggetrokken bovenverdieping waardoor er ruimte was voor balkons; het ontwerp is van de vrij onbekende architect J. van Amstel; het werd per 2014 monument; het betreft hier vervangende bebouwing; de oorspronkelijke panden werden in 1945 gesloopt, vermoedelijk als gevolg van houtroof en bijbehorend instortingsgevaar
- het complex Blasiusstraat 31-35, Swammerdamstraat 67-73 en Ruyschstraat 16; een complex naar een ontwerp van Dolf van Gendt uit omstreeks 1884[2][3]; het is sinds 1999 een monument
- Blasiusstraat 124 op de plaats van een in 1945 gesloopt gebouw, het werd in 1954/1955 gebouwd in de vorm van een woon/winkelpand naar een ontwerp van de weinig bekende architect Marinus Hendricus Lodewijk (Bob) Booms. Het gebouw valt op door haar mintgroene kleur. Het is sinds 2013 een gemeentelijk monument.

### Andere gebouwen
Opmerkelijke bebouwing vindt men ook op:
- Blasiusstraat 48-52, drie gebouwen uit 1882 met chaletachtige daken
- Blasiusstraat 51-53, geelachtige nieuwbouw uit 1992 met houten beklamping
- Blasiusstraat 61-63, hoek Wibautstraat, gebouw in 1957 opgetrokken uit geel baksteen, het kwam op de plaats van door houtroof ingestorte panden aan de Blasiusstraat, hoek Miquelstraat; eerste gebruiker was Opel Riva; later kwam er een filiaal van Kwik-Fit
- Blasiusstraat 128-134; een gebouwencomplex uit 1955, waarbij de oorspronkelijke bebouwing sinds november 1945 gesloopt was.

### Blaaskop
Een van de meest spraakmakende ontruimingen binnen Amsterdam betrof het krakersbolwerk Blaaskop. Het betrof een complex van woningwetwoningen aan de Wibautstraat met uitlopende bebouwing aan de Ruyschstraat en Blasiusstraat. De gemeente besloot in 1965 dat deze woonruimte plaats moest maken voor een parkeergarage voor ambtenaren die in het Wibauthuis werkten. Het bleef tien jaar lang bij plannen, met verwaarlozing en leegstand als gevolg. Rond 1980 gingen in de Oosterparkbuurt hele huizenblokken tegen de vlakte; ze zouden niet meer voldoen, de woningen waren ook veelal te klein. Omdat het grote complex niet ineens leeg kwam te staan, kregen mensen een tijdelijk huurcontract. Dat laatste ging over in een kraakbeweging die zich tegen sloop verzette. Ze zagen in de wijk nieuwbouw verschijnen waarvan de huren vele malen hoger waren dan in de bestaande bouw. De kwestie voor deze panden was dat ze eigenlijk nog te goed voor sloop waren en nog wel tien jaar mee konden gaan (aldus een onderzoek door derden), mits gerenoveerd. De gemeente vond dat te duur, bovendien waren er al nieuwe bewoners aangetrokken, die zaten te wachten op nieuwbouw. Deze protesten liepen hoog op waarbij toenmalig wethouder Jan Schaefer de stelling nam, dat als er niet gesloopt werd, hij zou vertrekken. Het maakte weinig indruk op de krakers. Er werd geprocedeerd tot aan de Raad van State, waarbij de gemeente aangaf dat niet slopen tot teleurstelling van de plaatselijke bevolking zou leiden omdat zij min of meer op nieuwbouw had gerekend. De Raad van State besloot dat sloop mocht plaatsvinden, waarop de gemeente dat snel na de ontruiming in daden omzette. Het complex ging in januari 1982 tegen de vlakte, ondanks nog licht protest van de krakers. Een van de vormen van protest gedurende die tijd was door het Standbeeld voor F.M. Wibaut dat verderop aan de Wibautstraat van haar sokkel te halen, haar groen en roze te schilderen en pontificaal voor de Blaaskop te zetten; de kunstenaar was woedend.
Op de plaats van Blaaskop kwam een complex van 8 woningen en vier bedrijfsruimten met als voorgevel Wibautstraat 31-55 met vleugels naar Ruyschstraat en Blasiusstraat. Architectbureau De Kat en Peek (Kees de Kat en Dick Peek) zorgde voor een complex met binnenterrein, dat rekening hield met de bebouwing die bleef staan.

## Kunst
In de straat is weinig kunst in de openbare ruimte voorhanden. Enkele panden zijn voorzien van klein beeldhouwwerk (nrs 48-52). Voorts is er een muurschildering in de vorm van een kleurige vogel, aangebracht op de gevel aan de Blasiusstraat van het pand Swammerdamstraat 70; het werd aangebracht door Graffitinetwerk.nl, een collectief. Daar waar de straat begint aan de Weesperzijde is een gevelhoge muurreclame uit vroeger tijden te vinden. Het betreft een reconstructie uit 2015 van muurreclames die het pand in 1927 sierden. Er wordt onder meer reclame gemaakt voor Minerva en REO Motor Car Company.

## Openbaar vervoer
Eind 19e eeuw voer ter hoogte van de Blasiusstraat een veer naar de overzijde van de Amstel. Deze verdween uit beeld toen in 1903 de Nieuwe Amstelbrug werd geopend. Dit veer de "Assistent" kwam van 26 september 1983 tot 12 april 1986, maar iets noordelijker, tijdelijk terug in verband met de vernieuwing van de Nieuwe Amstelbrug.

## Afbeeldingen

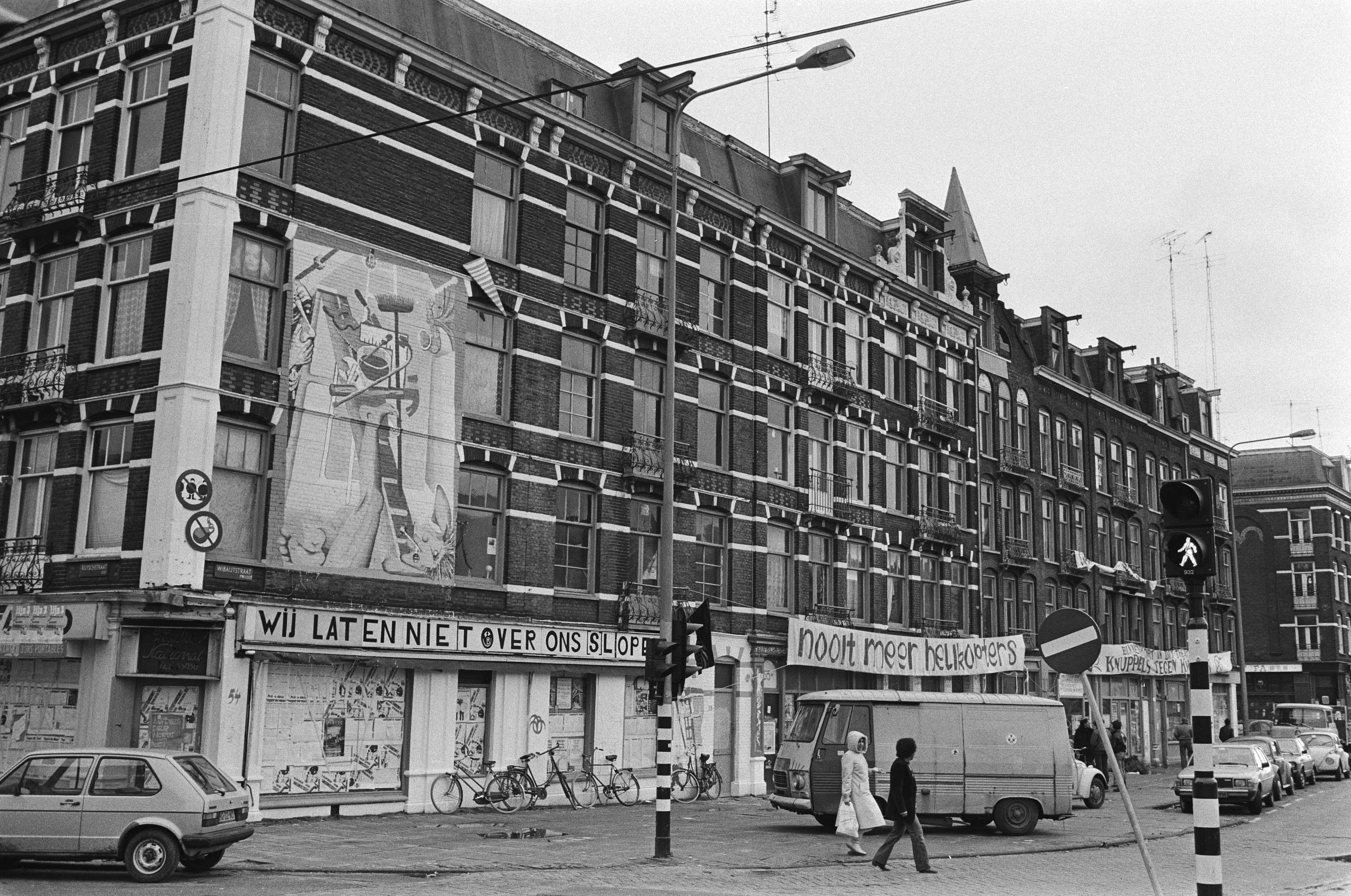
Blaaskop (januari 1982)
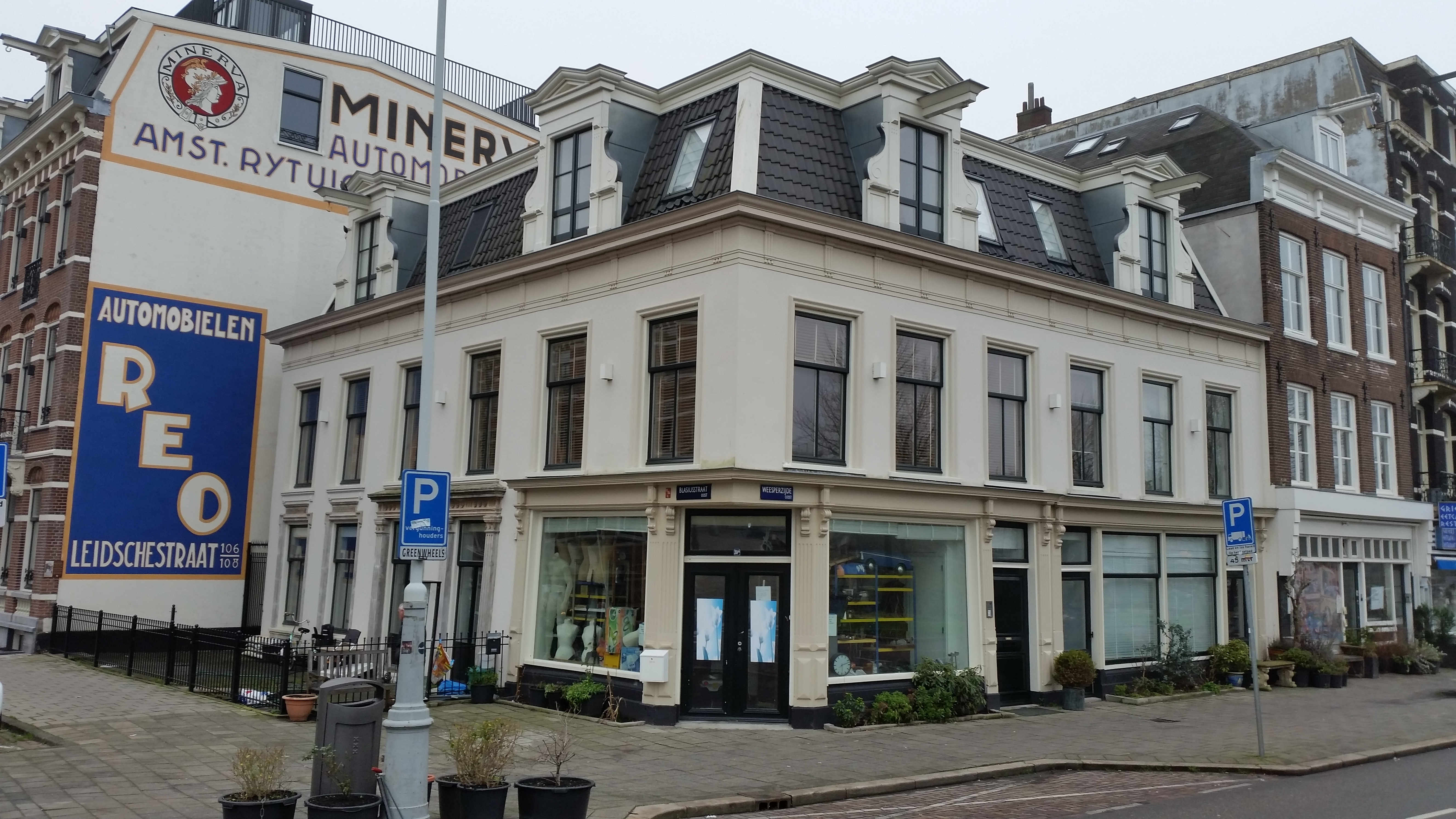
Weesperzijde 39-40 (januari 2019)
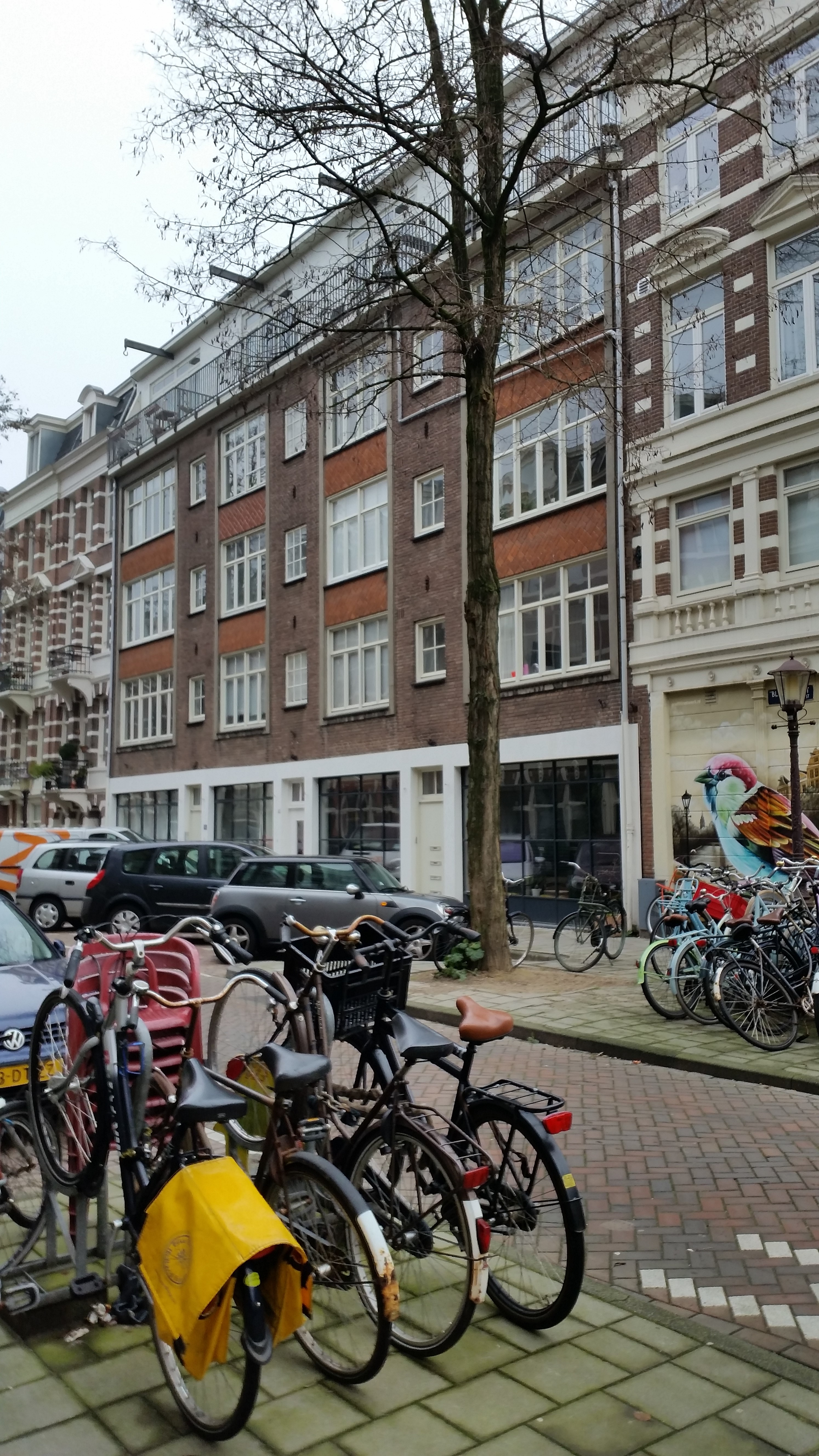
Blasiusstraat 13-19 (januari 2019)
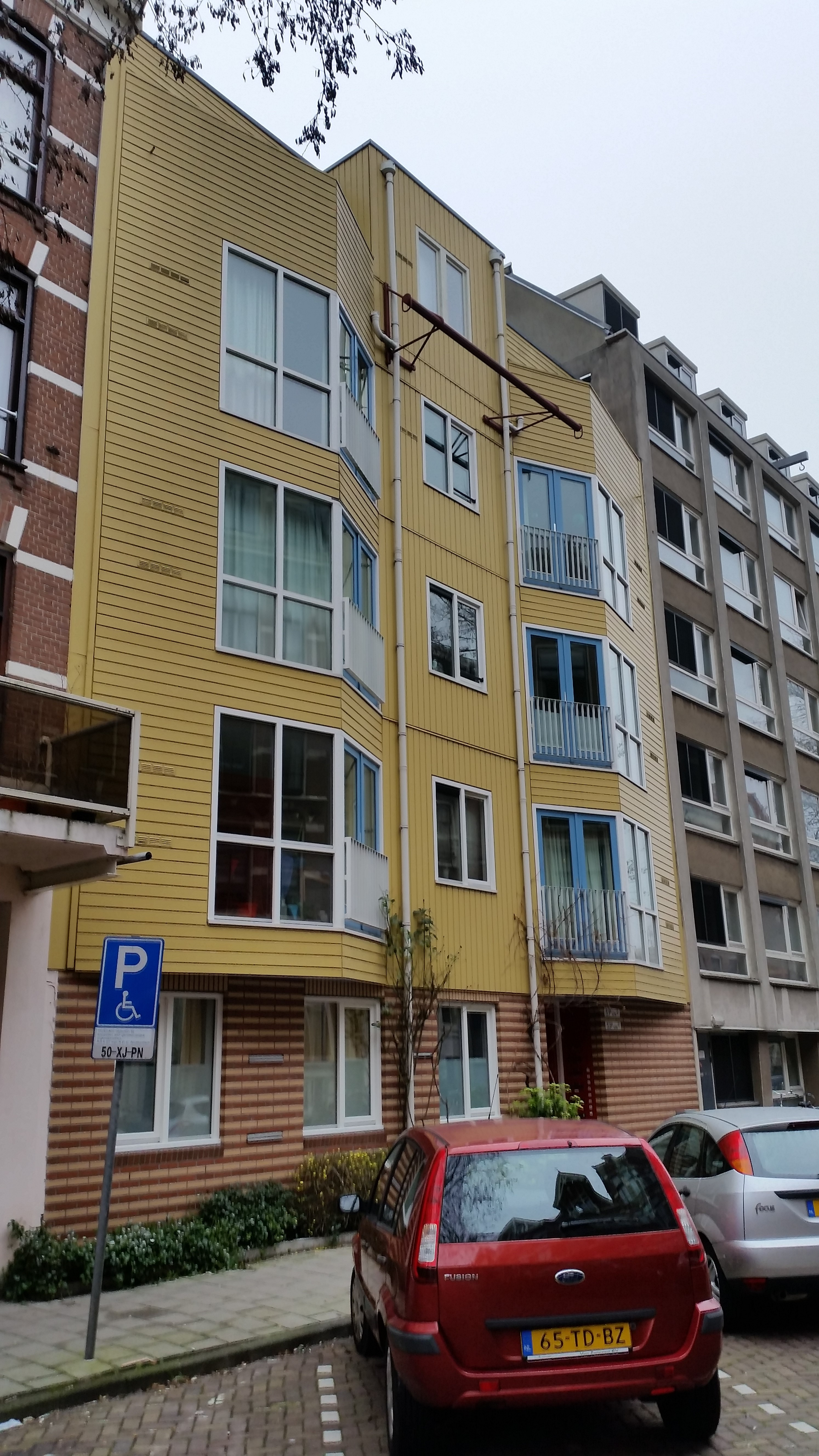
Blasiusstraat 51-53 (januari 2019)
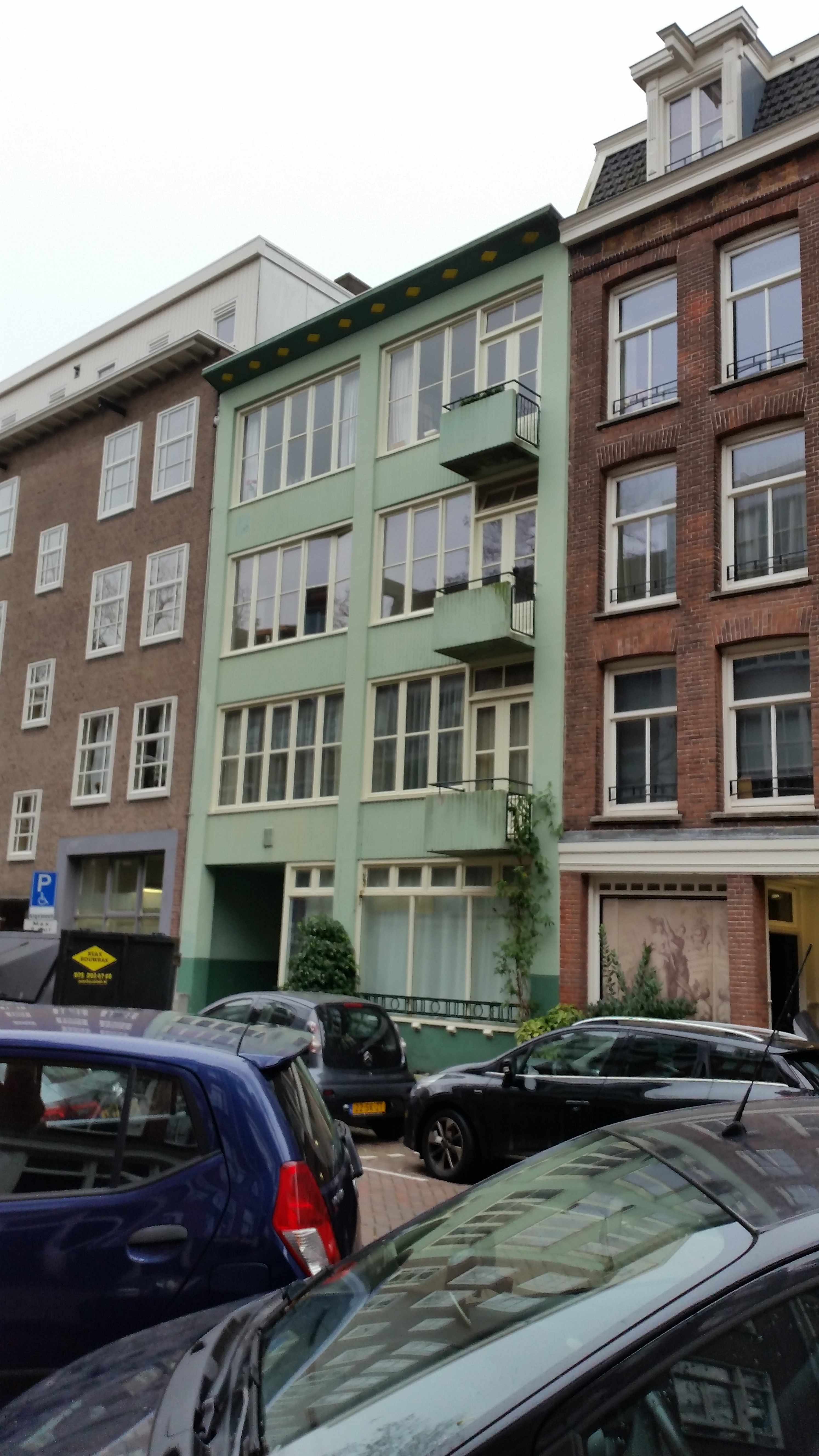
Het mintgoene Blasiusstraat 124 (januari 2019)
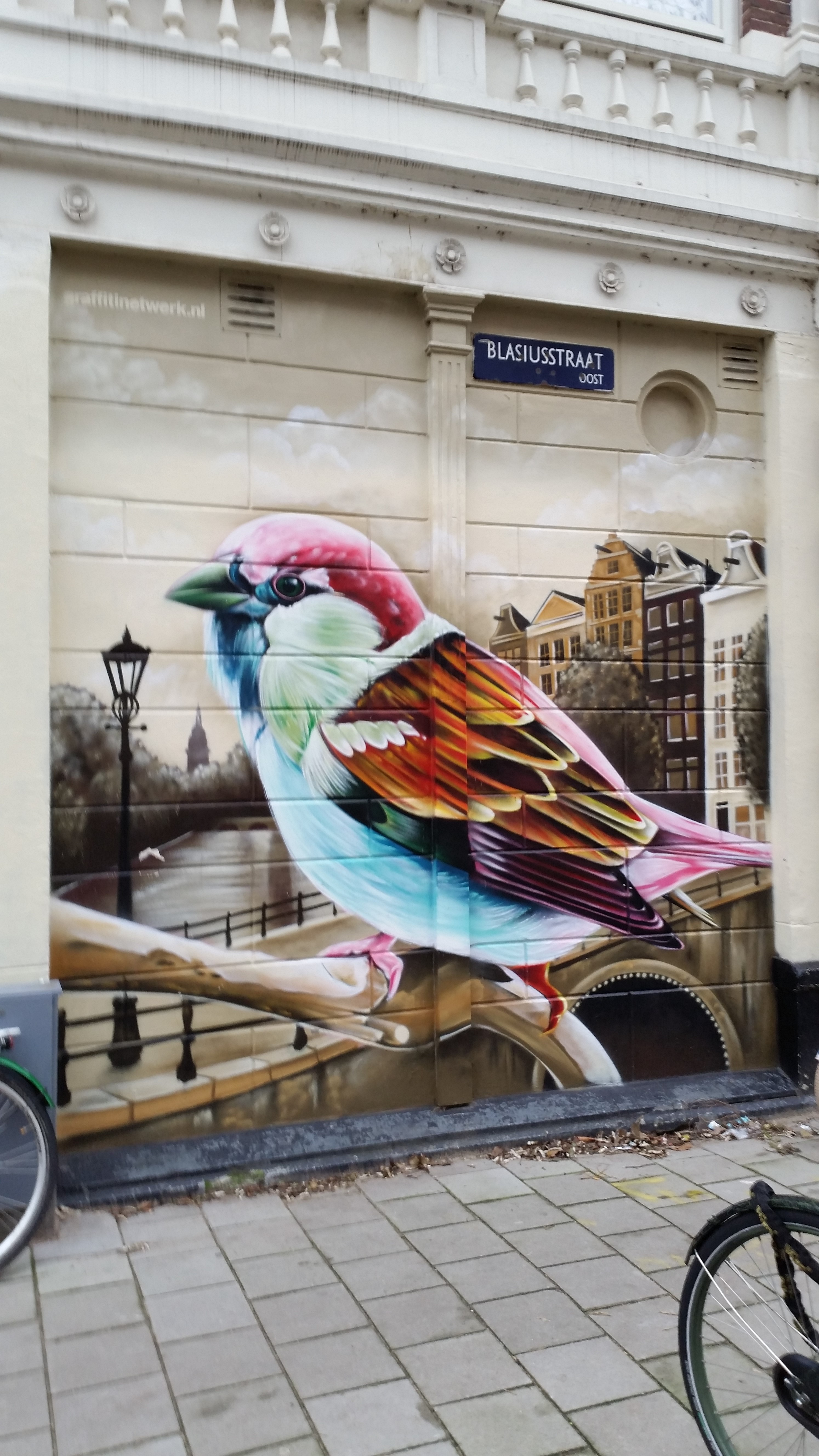
De vogel op de zijgevel van Swammerdamstraat 70 (januari 2019)